# 下前 (戸田市)
下前（しもまえ）は、埼玉県戸田市の町名。現行行政地名は下前一丁目および二丁目。住居表示実施地区。郵便番号は335-0016（蕨郵便局管区）。

## 地理
戸田市の南部に位置する。地区内に鉄道は通っていないが、JR埼京線戸田公園駅が最寄りとなっている。近年グランシンフォニアなどの大規模マンションをはじめ、高層マンションが国道17号沿いに林立し、人口が急増している。

### 地価
住宅地の地価は、2017年（平成29年）1月1日の公示地価によれば、下前一丁目4-11の地点で22万2000円/m2となっている。

## 歴史

### 沿革
- 1967年（昭和42年）4月1日 - 戸田市大字下戸田の一部から下前一丁目〜二丁目が成立[6]。

## 世帯数と人口
2017年（平成29年）10月1日現在の世帯数と人口は以下の通りである。
| 丁目       | 世帯数    | 人口     |
| ---------- | --------- | -------- |
| 下前一丁目 | 2,928世帯 | 7,290人  |
| 下前二丁目 | 1,397世帯 | 2,885人  |
| 計         | 4,325世帯 | 10,175人 |

## 小・中学校の学区
市立小・中学校に通う場合、学区（校区）は以下の通りとなる。
| 丁目       | 番地                | 小学校                 | 中学校               |
| ---------- | ------------------- | ---------------------- | -------------------- |
| 下前一丁目 | 1、2、7〜11、14、15 | 戸田市立戸田東小学校   | 戸田市立戸田東中学校 |
| 下前一丁目 | その他              | 戸田市立戸田第二小学校 | 戸田市立喜沢中学校   |
| 下前二丁目 | 全域                | 戸田市立戸田第二小学校 | 戸田市立喜沢中学校   |

## 交通

### 道路
- 国道17号
- 東京都道・埼玉県道68号練馬川口線（オリンピック通り）
- 中央通り
- 東部センター通り

## 施設
一丁目
- 戸田市立図書館下戸田分室
- 戸田市東部連絡所
- 中部浄水場
- 戸田団地
- 県営戸田下前団地
- グランシンフォニア
- 戸田公園クマさん保育所

二丁目
- 下前会館
- 下戸田保育園
- 下前稲荷神社
- 下前公園
- こぶし公園
- 下前児童遊園地